# Assistant Google
L'Assistant Google est un service en ligne de type assistant personnel intelligent. Sa principale innovation tient au fait qu'il permet une interface utilisateur vocale fonctionnant grâce à l'intelligence artificielle, il est disponible principalement sur les appareils mobiles et les accessoires de maison connectée. Contrairement à son prédécesseur, Google Now, l'Assistant Google peut échanger avec son interlocuteur.
Lors de son lancement en mai 2016, Assistant faisait initialement partie de l'application de messagerie instantanée de Google, Allo, et des haut-parleurs activés par la voix Google Home. Après une période d'exclusivité sur les téléphones Pixel et Pixel XL, il a été déployé sur d'autres appareils Android à partir de février 2017, incluant sur des téléphones de compagnies tierces et sur des produits Android Wear (maintenant Wear OS). Assistant parut comme application pour le système iOS en mai 2017. L'intégration de l'Assistant a depuis été étendue à plusieurs autres machines, incluant des voitures ou d'autres objets intelligents produits par différentes compagnies. Les fonctionnalités de l'Assistant peuvent aussi être ajustées par les développeurs tiers.
Les utilisateurs interagissent avec l'Assistant principalement par la voix, bien qu'un clavier virtuel puisse aussi être utilisé. Tout comme Google Now, l'Assistant peut effectuer des recherches sur Internet, gérer un calendrier et des alarmes, ajuster le paramétrage d'appareils et afficher les informations d'un compte Google. Google développe aussi l'Assistant pour qu'il puisse reconnaître une chanson, identifier des objets via la caméra et permettre les achats et transactions bancaires.
En 2020, Google Assistant est disponible sur plus d'un milliard d'appareils, est accessible dans 90 pays et en plus de 30 langues, et est employé par plus de 500 millions d'utilisateurs mensuellement.

## Histoire
À la fin mai 2016, Google a demandé au responsable de Google Doodle, Ryan Germick, et à Emma Coats, engagée de Pixar, de développer « une personnalité au Google Assistant ».
Début mai 2017 l'Assistant Google est disponible en français au travers de la messagerie Allo,,.
Le 8 mai 2018, à l'occasion de la Google I/O 2018, Google présente la fonctionnalité Google Duplex qui rend l'assistant capable de passer des appels. Cette nouvelle fonctionnalité constitue une avancée majeure dans le monde du langage informatique naturel.

## Interaction
L'Assistant Google, comme Google Now, peut extraire des informations d'Internet et consulter la météo. Cependant, contrairement aux autres assistants personnels intelligents, il peut soutenir une conversation en utilisant le programme de langage naturel de Google. L'Assistant Google reprend la fonctionnalité d’interaction par la voix déjà disponible avec Google Now, mais l'Assistant Google offre en plus la possibilité d’interagir par saisie de texte.
Depuis septembre 2020, l'assistant est également capable d'activer directement certaines fonctionnalités internes aux applications tierces qui lui sont connectées via des raccourcis, fonctionnalité qui était jusqu'ici présente dans Siri mais pas dans Google Assistant.
En octobre 2020, Google Assistant permet de reconnaitre une chanson lorsque l'utilisateur la fredonne, siffle ou chante.

## Réception
Mark Hachman de PC World a donné un avis favorable à Google Assistant en disant qu'il était « un pas en avance sur Cortana de Microsoft et Siri d'Apple ».

## Développement
Google permet à n'importe qui de développer et de déployer des applications compatibles avec son assistant grâce à la plateforme Actions on Google (en). Cette dernière permet d'intégrer des applications de type chatbot construites grâce à Dialogflow de Google, ou des créations plus libres développées en Node.js épaulées d'un SDK spécifique, ou encore via des templates pré-construits.
Dans le domaine du divertissement, les assistants vocaux ont permis l'émergence de voice-games. Des jeux basés sur la parole, le joueur interagit directement avec l'intelligence artificielle. Il existe plusieurs exemples : questions-réponses, narration interactive, jeu d'aventure, etc.

## Intégration dans les téléphones intelligents
Le 4 octobre 2016, Google a introduit sa propre ligne de téléphones intelligents avec le modèle Pixel. Le téléphone est basé sur le système d'exploitation Android et inclut le Google Assistant,.
Le 26 février 2017, Google annonce le déploiement de Google Assistant sur tous les téléphones équipés d'Android 6.0 et supérieur. L'assistant n'est cependant disponible qu'en anglais et en allemand. À cette date, des rumeurs annoncent la disponibilité de l'Assistant Google en français dès septembre 2017, puis Google annonce son déploiement dès la fin du mois de mai lors de la Google I/O 2017. Cependant, l'Assistant Google ne commence à se déployer massivement en français qu'à la mi-août 2017, avant de devenir disponible sur iOS à la fin août.
L'Assistant Google est inclus avec les écouteurs intelligents Pixel Buds, disponibles à partir de novembre 2017.

## Controverses
Google a reconnu que les assistants Google, comme les assistants sur téléphone Android, enregistrent le contenu sonore en permanence, même sans qu'une commande d'activation ne soit prononcée.

### Enregistrement des conversations
En 2017, Google annonce un bogue qui permet l'enregistrement de conversations sans activation par le mot-clé « OK Google ».

## Appareils compatibles

### Smartphones
- Appareils Android 4+
- Appareils iOS 10

### Enceintes connectées
- Google Home
- Google Home Mini
- Google Home Max
- Google Nest Hub
- Google Nest Hub Max
- Sony LF-S50 G
- JBL Link 20
- JBL Link 10
- JBL Link Portable
- Bose Soundlink Revolve
- Bose Soundlink Revolve +

### Objets domotiques
- Raspberry Pi (avec Google VoiceKit)

### Casque audio
- Bose Quiet Comfort II
- Google Pixel Buds